# (47162) Chicomendez
(47162) Chicomendez (1999 TH6) – planetoida z grupy pasa głównego asteroid okrążająca Słońce w ciągu 3,32 lat w średniej odległości 2,23 j.a. Odkryta 2 października 1999 roku.